# Chinese Super League
Chinese Football Association Super League (中国足球协会超级联赛 中國足球協會超級聯賽 Zhōngguó Zúqiú Xiéhuì Chāojí Liánsài), almindeligvis kendt som Chinese Super League (中超联赛) eller CSL, i dag kendt som Wanda Plaza Chinese Football Association Super League (af sponsorårsager), er den højest rangerede professionelle fodboldliga i Kina. Ligaen hører under det kinesiske fodboldforbund (CFA).
Super League blev skabt ved at den tidligere topliga Chinese Football Association Jia-A League (Chinese Jia-A League) i 2004 skiftede navn til Chinese Super League. Oprindeligt bestod ligaen af 12 hold, men det efterfølgende år blev udvidet til 16 hold. Chinese National Football Jia A League var Kinas første professionelle fodboldliga og blev oprettet i 1994.

## Sæsonen
Sæsonen begynder Februar–Marts og slutter i November–December. I hver sæson spiller holdene mod hinanden to gange. Med 16 hold i ligaen så spiller hvert hold 30 kampe på en sæson, og der spilles i alt 240 kampe.
De to nederst placerede hold rykker ned i Chinese Football Association Jia League China League Division 1 og to hold rykker op.

## Nuværende Super League klubber
| Klub                 | Kinesisk navn | Stadion                          | Kapacitet | Sæsoner i CSL              | Bedste resultat       | Værste resultat  | Spillet i bedste liga siden | Antal mesterskaber (i alt) | Antal mesterskaber (Professionel) | Seneste mesterskab |
| -------------------- | ------------- | -------------------------------- | --------- | -------------------------- | --------------------- | ---------------- | --------------------------- | -------------------------- | --------------------------------- | ------------------ |
| Beijing Guoan        | 北京国安      | Workers Stadium                  | 66,161    | 2004 to 2012               | 1st, 2009             | 7th, 2004        | 1991                        | 8                          | 1                                 | 2009               |
| Changchun Yatai      | 长春亚泰      | Changchun City Stadium           | 25,000    | 2006 to 2012               | 1st, 2007             | 9th, 2010        | 2006                        | 1                          | 1                                 | 2007               |
| Dalian Aerbin        | 大连阿尔滨    | Jinzhou Stadium                  | 30,775    | 2012                       | －                    | －               | 2012                        | 0                          | 0                                 | －                 |
| Dalian Shide         | 大连实德      | Jinzhou Stadium                  | 30,775    | 2004 to 2012               | 1st, 2005             | 14th, 2008       | 1990                        | 8                          | 8                                 | 2005               |
| Guangzhou Evergrande | 广州恒大      | Tianhe Stadium                   | 60,151    | 2008 to 2009, 2011 to 2012 | 1st, 2011             | 9th, 2009        | 2011                        | 1                          | 1                                 | 2011               |
| Guangzhou R&F F.C.   | 广州富力      | Yuexiushan Stadium               | 25,000    | 2004 to 2010，2012         | 8th, 2004             | 16th, 2010       | 2012                        | 0                          | 0                                 | －                 |
| Guizhou Renhe        | 贵州人和      | Guiyang Olympic Sports Center    | 51,636    | 2004 to 2012               | 3rd, 2004             | 13th, 2007       | 2002                        | 0                          | 0                                 | －                 |
| Hangzhou Greentown   | 杭州绿城      | Yellow Dragon Sports Center      | 52,672    | 2007 to 2012               | 4th, 2010             | 15th, 2009       | 2007                        | 0                          | 0                                 | －                 |
| Henan Construction   | 河南建业      | Hanghai Stadium                  | 29,860    | 2007 to 2012               | 3rd, 2009             | 13th, 2011       | 2007                        | 0                          | 0                                 | －                 |
| Jiangsu Sainty       | 江苏舜天      | Nanjing Olympic Sports Center    | 61,443    | 2009 to 2012               | 4th, 2011             | 11th, 2010       | 2009                        | 0                          | 0                                 | －                 |
| Liaoning Whowin      | 辽宁宏运      | Tiexi New District Sports Center | 30,000    | 2004 to 2008, 2010 to 2012 | 3rd, 2011             | 15th, 2008       | 2010                        | 8                          | 0                                 | 1993               |
| Nanchang Hengyuan    | 南昌衡源      | Jiangxi Olympic Sports Center    | 49,757    | 2010 to 2012               | 13th, 2010            | 14th, 2011       | 2010                        | 0                          | 0                                 | －                 |
| Qingdao Jonoon       | 青岛中能      | Qingdao Tiantai Stadium          | 20,525    | 2004 to 2012               | 6th, 2011             | 14th, 2006, 2010 | 1997                        | 0                          | 0                                 | －                 |
| Shandong Luneng      | 山东鲁能      | Shandong Provincial Stadium      | 43,700    | 2004 to 2012               | 1st, 2006, 2008, 2010 | 4th, 2009        | 1994                        | 4                          | 4                                 | 2010               |
| Shanghai Shenhua     | 上海申花      | Hongkou Stadium                  | 33,060    | 2004 to 2012               | 2nd, 2005, 2006, 2008 | 11th, 2011       | 1982                        | 4                          | 2                                 | 2003               |
| Tianjin Teda         | 天津泰达      | TEDA Football Stadium            | 36,390    | 2004 to 2012               | 2nd, 2010             | 10th, 2011       | 1999                        | 2                          | 0                                 | 1980               |

## Mestre
| Sæson | Mester               | Sølv             | Bronze             |
| ----- | -------------------- | ---------------- | ------------------ |
| 2004  | Shenzhen Jianlibao   | Shandong Luneng  | Inter Shanghai     |
| 2005  | Dalian Shide         | Shanghai Shenhua | Shandong Luneng    |
| 2006  | Shandong Luneng      | Shanghai Shenhua | Beijing Guoan      |
| 2007  | Changchun Yatai      | Beijing Guoan    | Shandong Luneng    |
| 2008  | Shandong Luneng      | Shanghai Shenhua | Beijing Guoan      |
| 2009  | Beijing Guoan        | Changchun Yatai  | Henan Construction |
| 2010  | Shandong Luneng      | Tianjin Teda     | Shanghai Shenhua   |
| 2011  | Guangzhou Evergrande | Beijing Guoan    | Liaoning Whowin    |

## Priser

### Mest værdifulde spiller i ligaen
Ligaens mest værdifulde spiller, kaldet Mr. Football League Golden Ball awards.
| År   | Spiller          | Klub                 | Nationalitet |
| ---- | ---------------- | -------------------- | ------------ |
| 2004 | Zhao Junzhe      | Liaoning Zhongyu     | Kina         |
| 2005 | Branko Jelic     | Beijing Guoan        | Serbien      |
| 2006 | Zheng Zhi        | Shandong Luneng      | Kina         |
| 2007 | Du Zhenyu        | Changchun Yatai      | Kina         |
| 2008 | Emil Martínez    | Shanghai Shenhua     | Honduras     |
| 2009 | Samuel Caballero | Changchun Yatai      | Honduras     |
| 2010 | Duvier Riascos   | Shanghai Shenhua     | Colombia     |
| 2011 | Muriqui          | Guangzhou Evergrande | Brasilien    |

### Topscorerlisten
Ligaens topscorer, traditionelt kaldet "Golden Boots Award"
| Sæson | Topscorer                  | Klub                               | Mål |
| ----- | -------------------------- | ---------------------------------- | --- |
| 2004  | Kwame Ayew                 | Inter Shanghai                     | 17  |
| 2005  | Branko Jelić               | Beijing Guoan                      | 21  |
| 2006  | Li Jinyu                   | Shandong Luneng                    | 26  |
| 2007  | Li Jinyu                   | Shandong Luneng                    | 15  |
| 2008  | Éber Luís                  | Tianjin Teda                       | 14  |
| 2009  | Hernán Barcos Luis Ramírez | Shenzhen Asia Travel Guangzhou GPC | 17  |
| 2010  | Duvier Riascos             | Shanghai Shenhua                   | 20  |
| 2011  | Muriqui                    | Guangzhou Evergrande               | 16  |